# Język mekwei
Język mekwei (a. menggei, menggwei, mungge, munkei, munggai), także: moi (a. mooi), demenggong-waibron-bano – język papuaski używany w prowincji Papua w Indonezji, przez grupę ludności na zachód od jeziora Sentani. Należy do rodziny języków nimboran (Nimboran, Grime River).
Według danych z 1987 roku mówi nim 1200 osób. Katalog Ethnologue (wyd. 22) podaje, że jego użytkownicy zamieszkują wsie Kendate, Maribu, Sabron Dosay i Waibrong (kabupaten Jayapura). Według publikacji Peta Bahasa posługują się nim mieszkańcy wsi Maribu w dystrykcie Sentani Barat. Podobieństwo leksykalne do języka kemtuik wynosi 60%.
W 2017 roku odnotowano, że zaczął być wypierany przez język indonezyjski.
Jest zasadniczo językiem ustnym, bez ugruntowanej tradycji literackiej. Został opisany w postaci krótkiego słownika z tłumaczeniami indonezyjskimi (2017) .